# Approach and Landing Tests

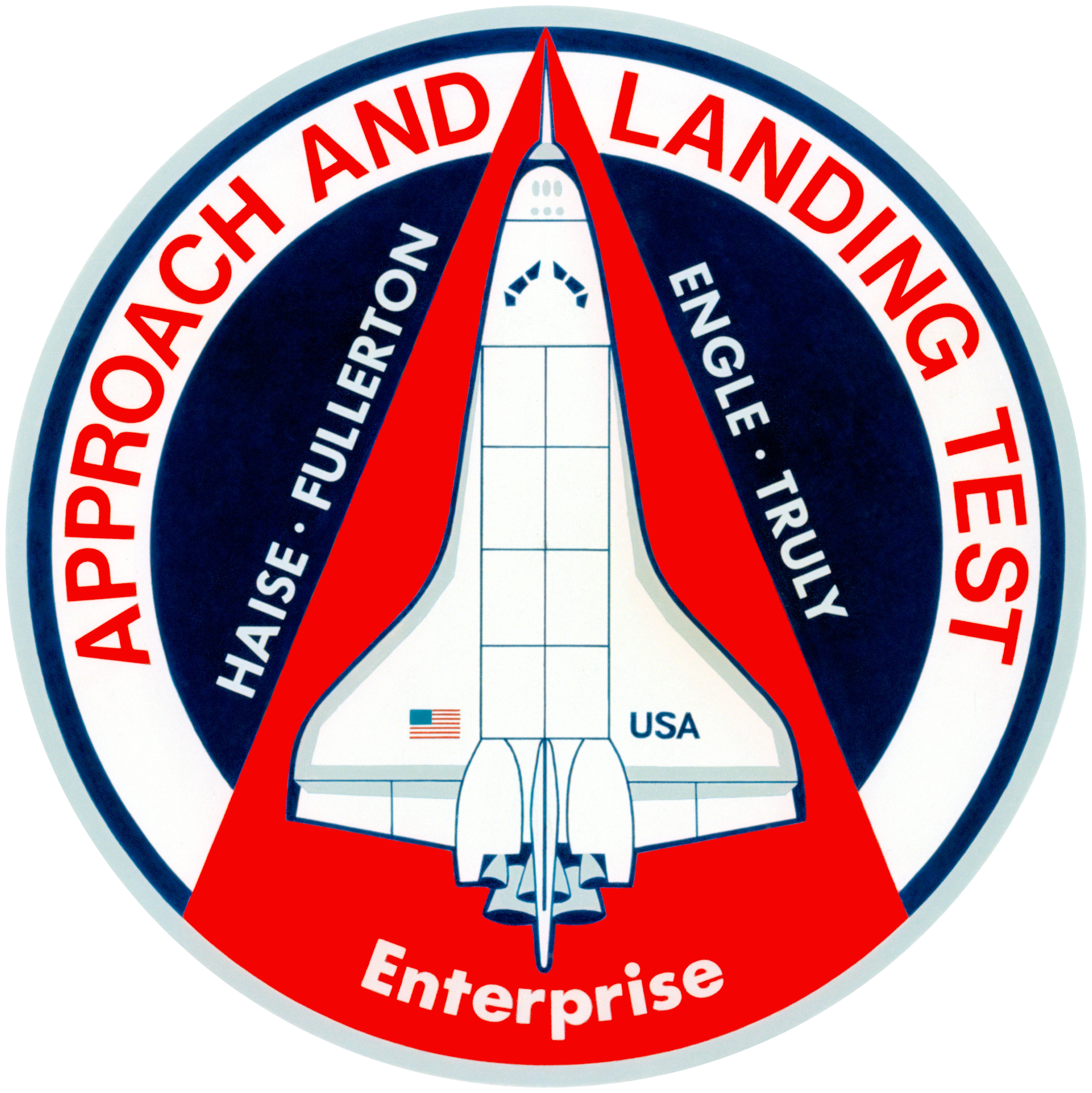
Abzeichen des ALT-Programms

Unter der Bezeichnung Approach and Landing Tests (englisch für Anflug- und Landeversuche), kurz ALT, wird eine Reihe von Versuchen zusammengefasst, mit der die US-Weltraumbehörde NASA 1977 die Flugeigenschaften der neu entwickelten Raumfähre Space Shuttle erprobte. Testobjekt war der nicht raumflugfähige Space-Shuttle-Prototyp Enterprise (OV-101). Die Versuche stellten im Vorfeld zur ersten Weltraummission eines Space Shuttles unter Beweis, dass die Raumfähre in der Atmosphäre gesteuert und gelandet werden konnte. Außerdem zeigten sie, dass es möglich war, sie mithilfe des Shuttle Carrier Aircraft, einer modifizierten Boeing 747, zu transportieren. Basis für die Probeflüge war das Dryden Flight Research Center auf der kalifornischen Edwards Air Force Base.

## Hintergrund

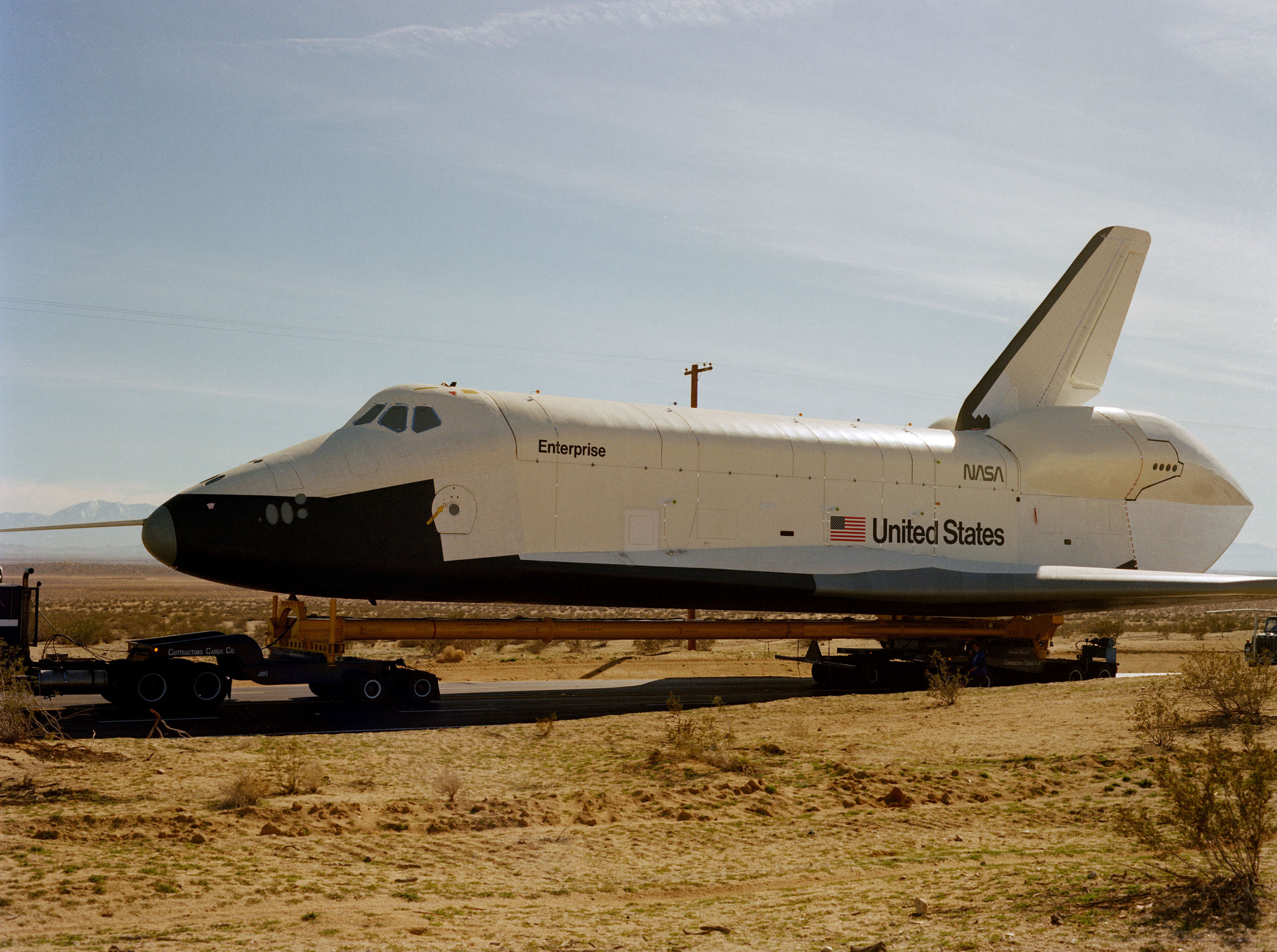
Am 31. Januar 1977 erreicht die Enterprise auf einem Sattelschlepper die Edwards Air Force Base

In den 1960er Jahren erarbeitete die NASA ein Konzept für eine wiederverwendbare Raumfähre. Anders als die bisher gestarteten Raketen sollte sie nach einem Weltraumflug in der Lage sein, unbeschadet zur Erde zurückzukehren. Da sie für weitere Einsätze zur Verfügung stehen würde, sollten die Kosten eines Raumfluges deutlich reduziert werden. Aus dem Programm ging das Space Shuttle hervor. Es besteht aus dem sogenannten Orbiter – der eigentlichen Raumfähre –, einem externen Treibstofftank und zwei seitlich am Tank angebrachten Feststoffraketen. Letztere kehren nach dem Start an Fallschirmen zur Erde zurück, der externe Treibstofftank verglüht in der Atmosphäre. Der Orbiter tritt am Ende einer Weltraummission wieder in die Atmosphäre ein und kann wie ein Flugzeug gelandet werden. Um unter anderem diese letzte Phase vorab zu testen, wurde der Prototyp Enterprise gebaut. Komponenten, die für die ALT-Versuche nicht notwendig waren, wurden aus Kostengründen beim Bau zunächst eingespart und sollten erst später nachgerüstet werden. Dazu zählen vor allem die teuren Haupttriebwerke und der Hitzeschutzschild, sodass der Prototyp für einen Einsatz im Weltraum untauglich war. Am 31. Januar 1977 wurde er von seiner Konstruktionsstätte im kalifornischen Palmdale rund 60 Kilometer über Land zum Dryden Flight Research Center auf der Edwards Air Force Base verbracht. Dort sollte er im Rahmen der Approach and Landing Tests die theoretisch errechneten Fähigkeiten in der Realität nachweisen.

## Zielsetzung
Die Versuchsreihe konzentrierte sich auf die letzten Minuten einer Space-Shuttle-Mission, nachdem das Shuttle wieder in die Erdatmosphäre eingetreten und in tiefere Atmosphärenschichten hinabgeglitten ist und sich seine Geschwindigkeit bis in den Unterschallbereich verringert hat. Gegenstand der Untersuchungen waren insbesondere die Fähigkeiten der Raumfähre, dann eine Landebahn anzusteuern und dort sicher zu landen. Die vorgegebenen Hauptziele des ALT-Programms waren,
- die Flugtauglichkeit des Orbiters mit Unterschallgeschwindigkeit zu zeigen,
- die Arbeitsweise bestimmter Systeme für den ersten Orbitalflug zu untersuchen,
- die Fähigkeit des Shuttles zu manuell und zu automatisch gesteuerten Landeanflügen und Landungen zu überprüfen,
- außerdem zu kontrollieren, dass die Fähre dazu bei maximaler Beladung mit unterschiedlichen Masseschwerpunkten in der Lage war.[2]

Um die geforderten Nachweise möglichst unter Bedingungen zu erbringen, wie sie am Ende einer Weltraummission zu erwarten waren, war geplant, die Enterprise in der Atmosphäre fliegen und landen zu lassen. Dazu sollte sie von einem großen Flugzeug in die Lüfte transportiert werden, sich im Flug lösen und selbständig eine Landebahn ansteuern. Als Transportflugzeug wurde ein Jumbo-Jet zum sogenannten Shuttle Carrier Aircraft (SCA) umgebaut. Dieses sollte später auch dazu verwendet werden, gelandete Shuttles vom Landeplatz zurück zum Kennedy Space Center zu transportieren.

## Besatzungen

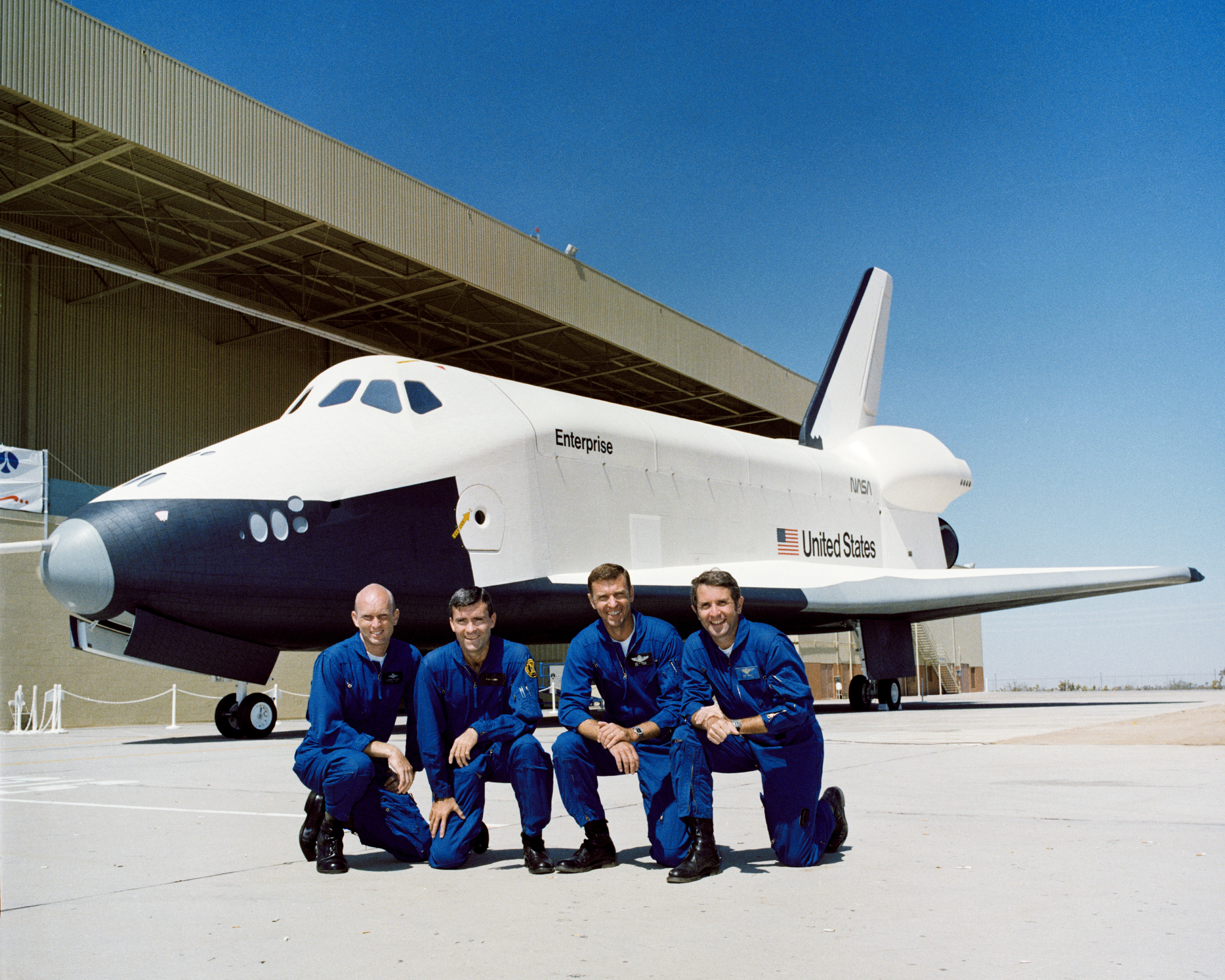
Die beiden Shuttle-Besatzungen für das ALT-Programm (v. l. n. r.): Gordon Fullerton, Fred Haise, Joe Engle und Richard Truly vor der Enterprise

Für die Approach and Landing Tests wurden für das Space Shuttle zwei Crews aus Astronauten zusammengestellt. Die erste bestand aus dem Kommandanten Fred W. Haise, Jr. und dem Piloten Charles Gordon Fullerton. Kommandant der zweiten Crew war Joe Henry Engle; der zweite Pilot war Richard Harrison Truly.
Die Besatzung des SCA setzte sich aus den Piloten Fitzhugh L. Fulton, Jr. und Thomas C. McMurtry und aus den Flugingenieuren Louis Guidry, Jr. und Victor W. Horton zusammen.

## Ablauf

### Überblick
Dieses komplexe Unterfangen wurde nicht in einem Schritt versucht – vielmehr wurde das ALT-Programm in mehrere Phasen eingeteilt: Zuerst zeigten Rolltests die aerodynamischen Eigenschaften der Verbindung aus Transportflugzeug und Space Shuttle am Boden. Danach unternahm das Gespann mehrere Testflüge. Dabei blieb die Enterprise anfangs ausgeschaltet und unbemannt, später wurde sie aktiviert und hatte eine Besatzung an Bord. Zuletzt wurde im Flug auch die Verbindung zwischen Shuttle und Flugzeug getrennt, die Raumfähre flog und landete separat vom Flugzeug.

### Rollversuche(Taxi Tests)
Zur Vorbereitung der späteren Testflüge fanden am 15. Februar 1977 drei Rollversuche, sogenannte Taxi Tests, statt. Der Begriff „Taxiing“ bezeichnet die Bewegung eines Luftfahrzeugs am Boden aus eigener Kraft.
Es war beabsichtigt, das Shuttle während der nachfolgenden Phasen des ALT-Programms in einem Verfahren zu transportieren, das als Huckepackschlepp bezeichnet wird. Dabei wird das transportierte Fluggerät auf die Oberseite des Transportflugzeugs montiert. Wegen des enormen Gesamtgewichts dieser Verbindung – insbesondere da vorgesehen war, die Enterprise für die späteren Testflüge zu beladen – und ihres hohen Schwerpunkts hatten Ingenieure der NASA die Befürchtung geäußert, das Fahrwerk der Boeing 747 werde den Kräften nicht standhalten, die bei Start und Landung auf es einwirkten. Deshalb installierten Techniker verschiedene Instrumente am Bugrad des SCA, um die Lasten auf die Achse zu messen. Daneben wollten die Ingenieure aerodynamische Eigenschaften des Gespanns untersuchen, insbesondere das Strömungsverhalten an den Leitwerken auf periodische Schwingungen kontrollieren, die als Buffet bezeichnet werden.
Die Rollversuche sollten außerdem zeigen, wie die Handhabung des Huckepackgespanns war. Die Zielvorgaben umfassten die Untersuchung der Anfahr- und Bremsdynamik, der Vorgehensweise, mit der Schub gegeben wird, um eine Take-Off-Geschwindigkeit zu erreichen, und des Ansprechverhaltens der verschiedenen Ruder zur Flugsteuerung.
Mithilfe eines speziellen Hebekrans, dem Mate-Demate Device, wurde das Shuttle auf den Rücken des SCA montiert. Am Heck trug es bereits eine Triebwerksverkleidung zur Verbesserung der aerodynamischen Eigenschaften des Gespanns, die es auch bei den meisten nachfolgenden Flügen tragen sollte. Auf der Hauptstartbahn der Edwards Air Force Base beschleunigte das SCA beim ersten Anlauf auf 78 Knoten (ca. 144 km/h), beim zweiten auf 122 Knoten (ca. 226 km/h) und zuletzt auf 137 Knoten (ca. 254 km/h). Die Taxi Test ergaben keine wesentlichen Probleme.

### Gekoppelte Flüge(Captive Flights)

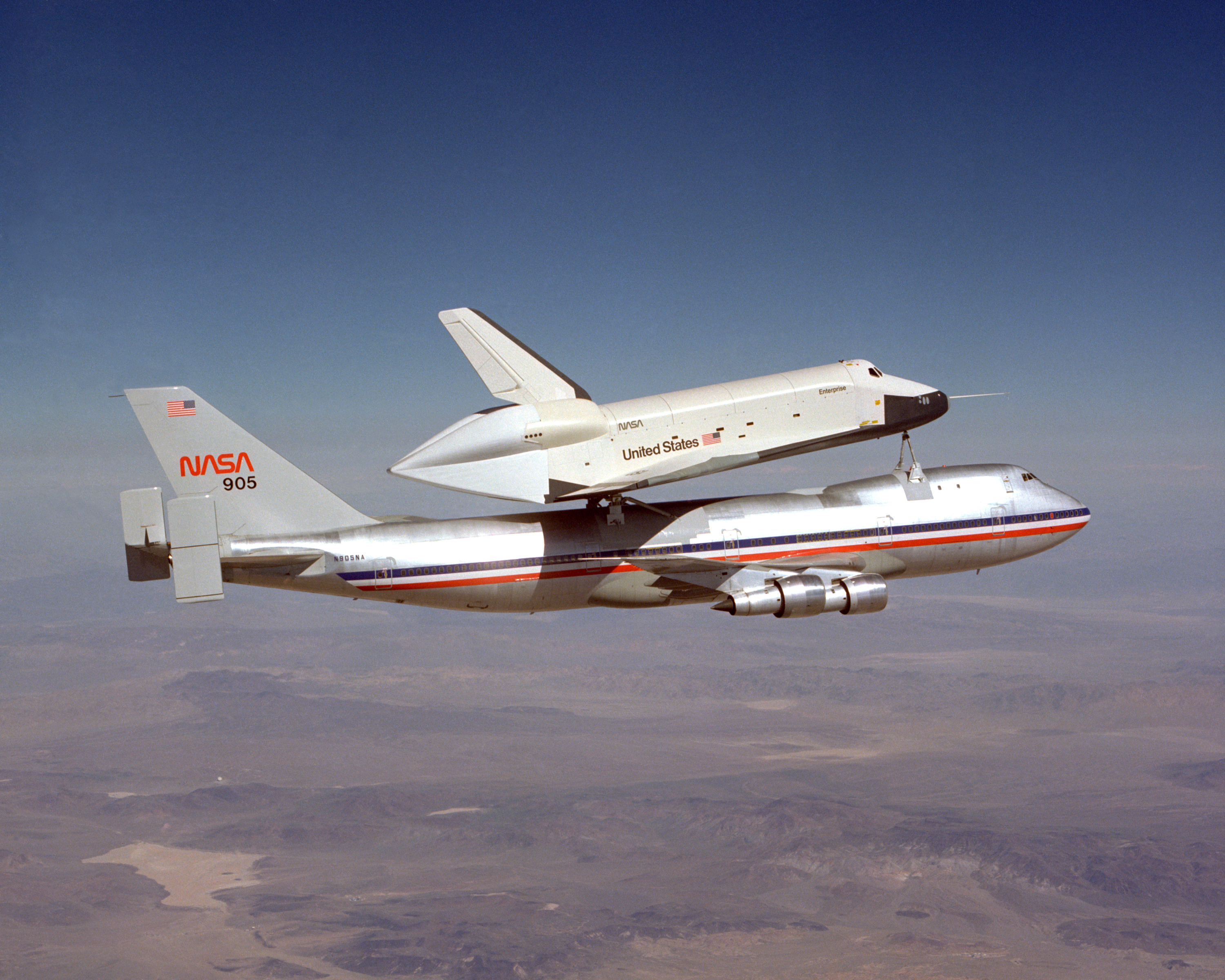
Erstflug des Gespanns aus SCA und Enterprise

Drei Tage nach den Rollversuchen hob das SCA erstmals mit der Enterprise auf seinem Rücken ab. Dies war der erste von insgesamt acht Flügen, bei denen das Space Shuttle bis zur Landung an das Trägerflugzeug gekoppelt blieb (Captive Flights). Bei allen trug die Raumfähre die aerodynamische Triebwerksverkleidung.

#### Captive-Inert Flights
Die ersten fünf gekoppelten Flüge dienten hauptsächlich dazu, Flugdaten zu sammeln. Unter anderem galt es, die Grenzen der sogenannten Flugenveloppe abzustecken, innerhalb derer ein sicherer Flug – trotz Belastungen der Leitwerke während Flugmanövern, möglichen Flatterns und ähnlichem – und ob eine erfolgreiche Trennung des Shuttles vom SCA möglich sein würde. Außerdem sollte die Belastung der Kopplung zwischen den beiden Fluggeräten überprüft werden. Schließlich sollten die Untersuchungen zeigen, dass ein Abbruch der Trennung möglich sein würde. Alle notwendigen Messungen konnten vom SCA aus vorgenommen werden. Das Space Shuttle blieb daher deaktiviert und unbemannt, weswegen diese Flüge als Captive-Inert Flights (deutsch etwa: gekoppelt-inaktive Flüge) zusammengefasst werden.
Am 18. Februar 1977 hob das Gespann aus Boeing 747 und Space-Shuttle-Prototyp von Startbahn 04 der Edwards Air Force Base zu seinem Erstflug ab und stieg bis in eine Höhe von etwa 16.000 Fuß (ca. 4.877 m) über dem Meeresspiegel. Dort führte es mit einer Geschwindigkeit von 250 Knoten (ca. 463 km/h) verschiedene Flugmanöver aus, um das Ansprechverhalten beispielsweise auf Flattern zu überprüfen. Danach wurden in unterschiedlichen Flughöhen mithilfe eines Begleitflugzeugs die Fahrtmesser kalibriert und Manöver zur Kontrolle der Stabilität und Lenkbarkeit ausgeführt. Zuletzt wurde in rund 7.300 Fuß (ca. 2.225 m) Höhe die Landekonfiguration mit ausgefahrenem Fahrwerk und Landeklappen getestet. Nach 2 Stunden und 5 Minuten setzte das Gespann wieder auf der Startbahn auf.
Während der nächsten vier Flüge absolvierte das SCA mit dem Shuttle auf seinem Rücken ähnliche Tests bei höheren Geschwindigkeiten und in immer größerer Höhe. Der letzte brachte das Gespann am 2. März 1977 bis auf ungefähr 30.100 Fuß (ca. 9.174 m) über dem Meeresspiegel.
Die Captive-Inert Flights demonstrierten, dass das SCA in der Lage war, das Shuttle bis in die gewünschte Höhe zu tragen und alle für eine Trennung erforderlichen Manöver zu fliegen. Sie zeigten außerdem, dass das Gespann im Falle eines Abbruchs der Trennung wieder sicher landen konnte. Damit war auch unter Beweis gestellt, dass das SCA seiner späteren Hauptaufgabe gewachsen war, Space Shuttles nach deren Weltraummissionen vom Landeplatz zurück zum Kennedy Space Center zu transportieren.

#### Captive-Active Flights
Während der Flüge der nächsten Testphase war der Orbiter aktiviert und hatte eine Besatzung an Bord, wurde allerdings nicht vom SCA getrennt (Captive-Active Flights). Es wurden jedoch Vorbereitungen getroffen, ihn in einer Notfallsituation vom SCA abzukoppeln. Ursprünglich war geplant gewesen, fünf Captive-Active Flights durchzuführen, aber nach dem Abschluss der Captive-Inert Flights wurde die Testphase neu strukturiert: Flug Nr. 2 wurde gestrichen, die für diesen Flug vorgesehenen Versuche wurden zum Testprogramm von Flug Nr. 1 addiert. Vor Flug Nr. 1 wurde ein zusätzlicher Flug – bezeichnet mit der Nummer 1A – mit niedriger Flughöhe durchgeführt. Durch ihn sollten Bedenken ausgeräumt werden, an einem Leitwerk könne ein sogenanntes Hardover auftreten, ein plötzlicher, ungewollter, voller Einschlag eines Ruders. Die Flüge mit den Nummern 4 und 5 sollten nur durchgeführt werden, wenn bei den anderen Flügen Probleme auftreten würden, die weitere Nachforschungen nötig erscheinen ließen. Die Captive-Active Flights sollten die nachfolgenden Freiflüge vorbereiten. Zu den Zielen zählte, die errechneten Vorgaben für eine Trennung von Raumfähre und SCA zu überprüfen, die Kontrollsysteme der Enterprise zu testen und Probedurchläufe verschiedener Prozeduren an Bord der Raumfähre durchzuführen.
Der erste Flug (Nr. 1A) wies die Funktionsfähigkeit der Flugkontrollsysteme in niedriger Höhe und bei geringer Geschwindigkeit nach. Bei etwa 180 Knoten (ca. 335 km/h) verursachte die Betätigung der Ruder und der Bremsklappen keine Probleme. Der zweite Flug (Nr. 1) lieferte ebenfalls zufriedenstellende Resultate. Das Gespann reagierte auf Steuereingaben sowohl von der Enterprise als auch vom SCA stabil. Bei rund 230 Knoten (ca. 425 km/h) wurden die Bremsklappen der Raumfähre voll ausgefahren, was nur zu einem geringen Buffet führte. Auf ähnliche Tests bei etwa 270 Knoten (ca. 500 km/h) reagierte das Gespann ebenfalls innerhalb der vorgegebenen Toleranzen. Die Systeme für die Trennung von Orbiter und Trägerflugzeug funktionierten wie vorhergesagt. Der dritte Flug (Nr. 3) diente im Wesentlichen der Überprüfung der Vorgaben und Prozeduren für eine Abkopplung. Die Analyse der gemessenen Daten stimmte mit den Ergebnissen des zweiten Fluges überein. Daneben zeigten die Captive-Active Flights, dass die Hard- und Software des Space Shuttles funktionierten.

### Freiflüge(Free Flights)

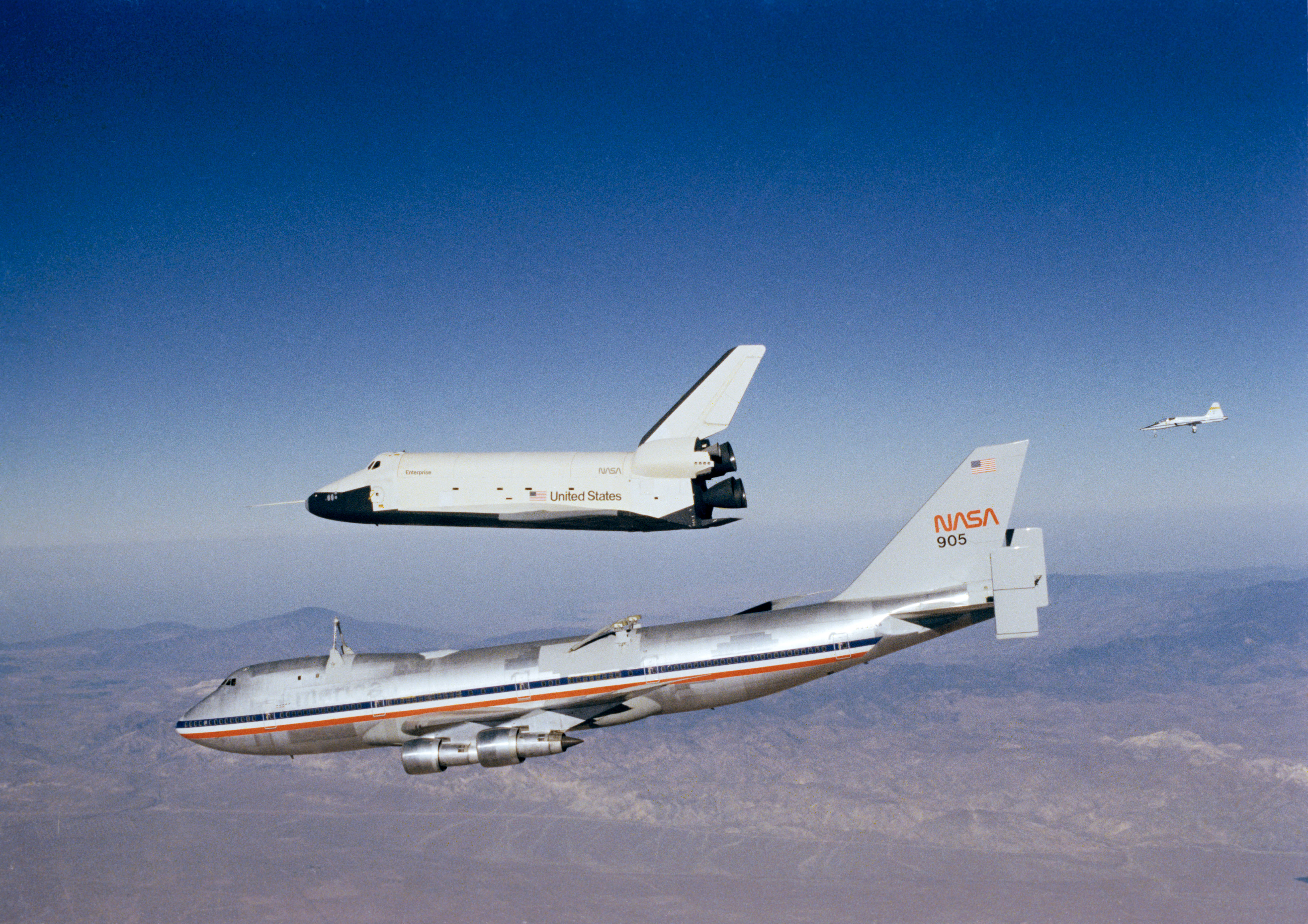
Trennung zum Freiflug ohne Triebwerksverkleidung am Heck am 12. Oktober 1977

Schließlich wurden fünf Flüge durchgeführt, in denen die Enterprise vom SCA getrennt wurde, um die Fähigkeit der Raumfähre zu demonstrieren, nach einer Mission einen festgelegten Landpunkt anzufliegen und dort sicher zu landen. Für diese freien Flüge (Free Flights) wurde die Enterprise beladen, sodass ihr Gesamtgewicht auf rund 68 Tonnen stieg. Der Ballast wurde auf unterschiedliche Weise verteilt, beginnend mit einer Beladung, die einen möglichst günstigen Schwerpunkt bot, hin zu kritischeren. Bei den ersten drei freien Flügen trug der Orbiter noch die aerodynamische Triebwerksverkleidung am Heck, bei den letzten beiden Flügen nicht mehr. Damit sollten die Bedingungen für einen Anflug am Ende einer Weltraummission so realistisch wie möglich nachgestellt werden. Durch das Fehlen der Verkleidung wurde die Aerodynamik durch Verwirbelungen im Bereich der Haupttriebwerke stark gestört, was zu deutlich kürzeren Flugzeiten führte. Bei den ersten vier Flügen führten die Shuttle-Piloten nach der Trennung vom SCA unterschiedliche Wendemanöver aus, um die Lenkbarkeit ihres Fluggeräts auf die Probe zu stellen, und steuerten die Enterprise dann zu einer Landebahn auf dem Bett des Rogers Dry Lake, eines ausgetrockneten Sees, auf dem die Edwards Air Force Base verschiedene Pisten als Landeplätze insbesondere für Testflüge angelegt hat. Erst der letzte Flug endete mit einer Landung auf einer betonierten Landebahn.

#### Jungfernflug
Am Morgen des 12. August 1977 hatten sich rund 65.000 Zuschauer nahe der Edwards Air Force Base eingefunden, dazu knapp 900 Vertreter der Presse und rund 2.000 geladene Gäste. An Bord der Enterprise waren die Astronauten Fred Haise und Gordon Fullerton, während das SCA von den Piloten Fitz Fulton und Tom McMurtry in Begleitung der Flugingenieure Vic Horton und Skip Guidry geflogen werden sollte. Gegen 8:00 Uhr Ortszeit beschleunigten die Triebwerke der 747 das Huckepackgespann auf der Startbahn 22, bis es abhob. Begleitet von fünf T-38-Jägern flog es Schleifen über der Salztonebene des Rogers Dry Lake, um Höhe zu gewinnen. Die Abkopplung war für 8:30 Uhr geplant, aber durch hohe Lufttemperaturen verzögerte sich der Aufstieg bis zur geplanten Höhe. Kurz nach 8:45 Uhr ging Fulton in etwa 30.250 Fuß (ca. 9.220 m) Höhe in den Sinkflug über und Haise funkte: “The Enterprise is set; thanks for the lift.” (deutsch: „Die Enterprise ist bereit. Danke fürs Hochtragen.“) Dann drückte Haise den Knopf für die Trennung, der sieben Explosivladungen an der Verbindung zwischen SCA und Raumfähre zündete und die Enterprise von ihrem Trägerflugzeug löste. Zum ersten Mal befand sich ein Space Shuttle im freien Flug. Fulton lenkte das SCA nach links, Haise die Enterprise nach rechts. Anschließend führte Haise verschiedene Flugmanöver aus, um die Reaktionen des Shuttles auf Steuereingaben zu testen. Zuletzt flog er zwei Linkskurven von jeweils rund 90° und richtete die Raumfähre zur Landebahn 17 aus. Mit einer Geschwindigkeit von circa 185 Knoten (knapp 345 km/h) setzte die Enterprise auf und kam nach fast 2 Meilen (etwa 3,7 km) zum Stehen. Der Jungfernflug der Enterprise hatte 5 Minuten und 21 Sekunden gedauert.

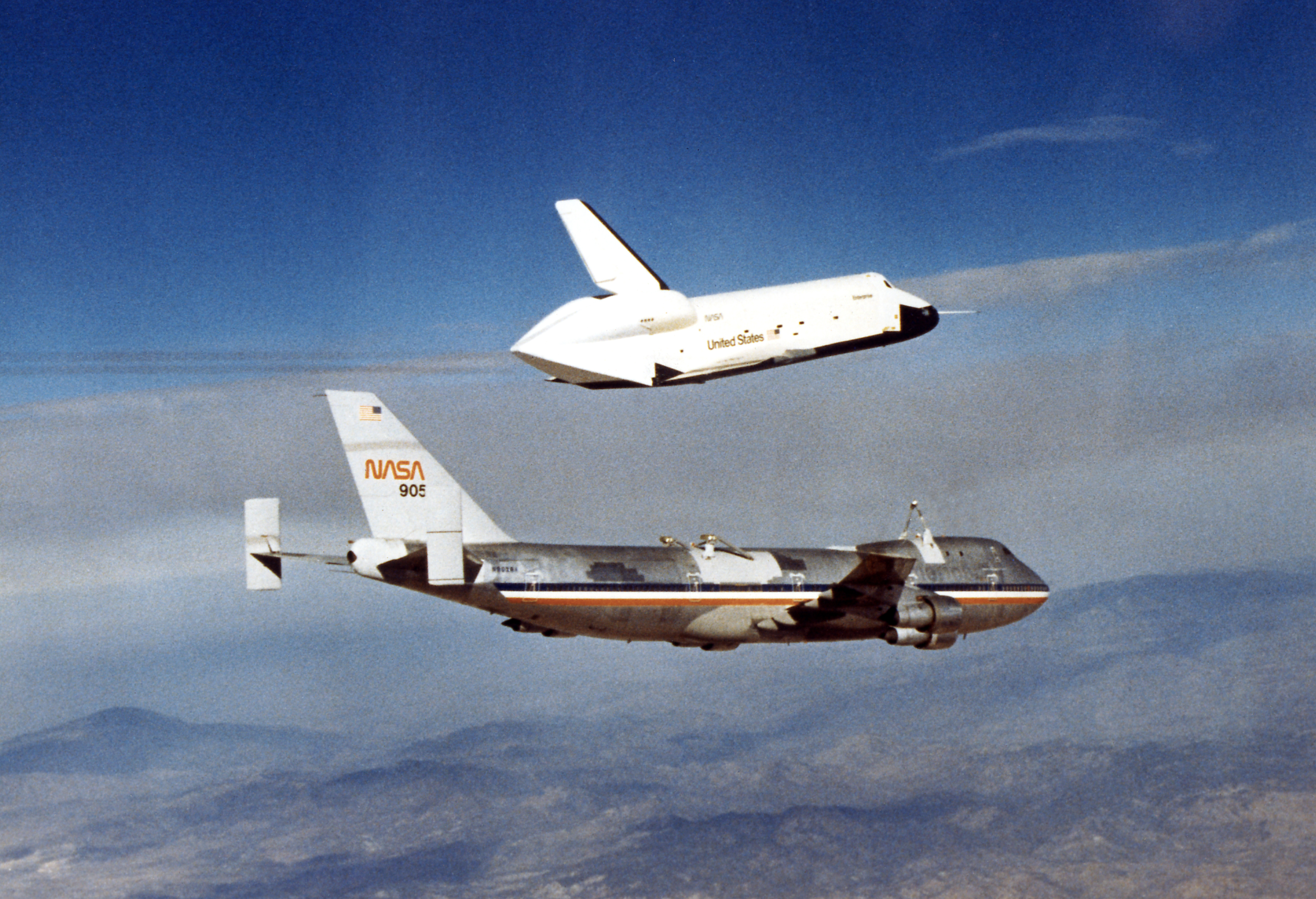
Die Enterprise fliegt frei kurz nach der Trennung vom SCA
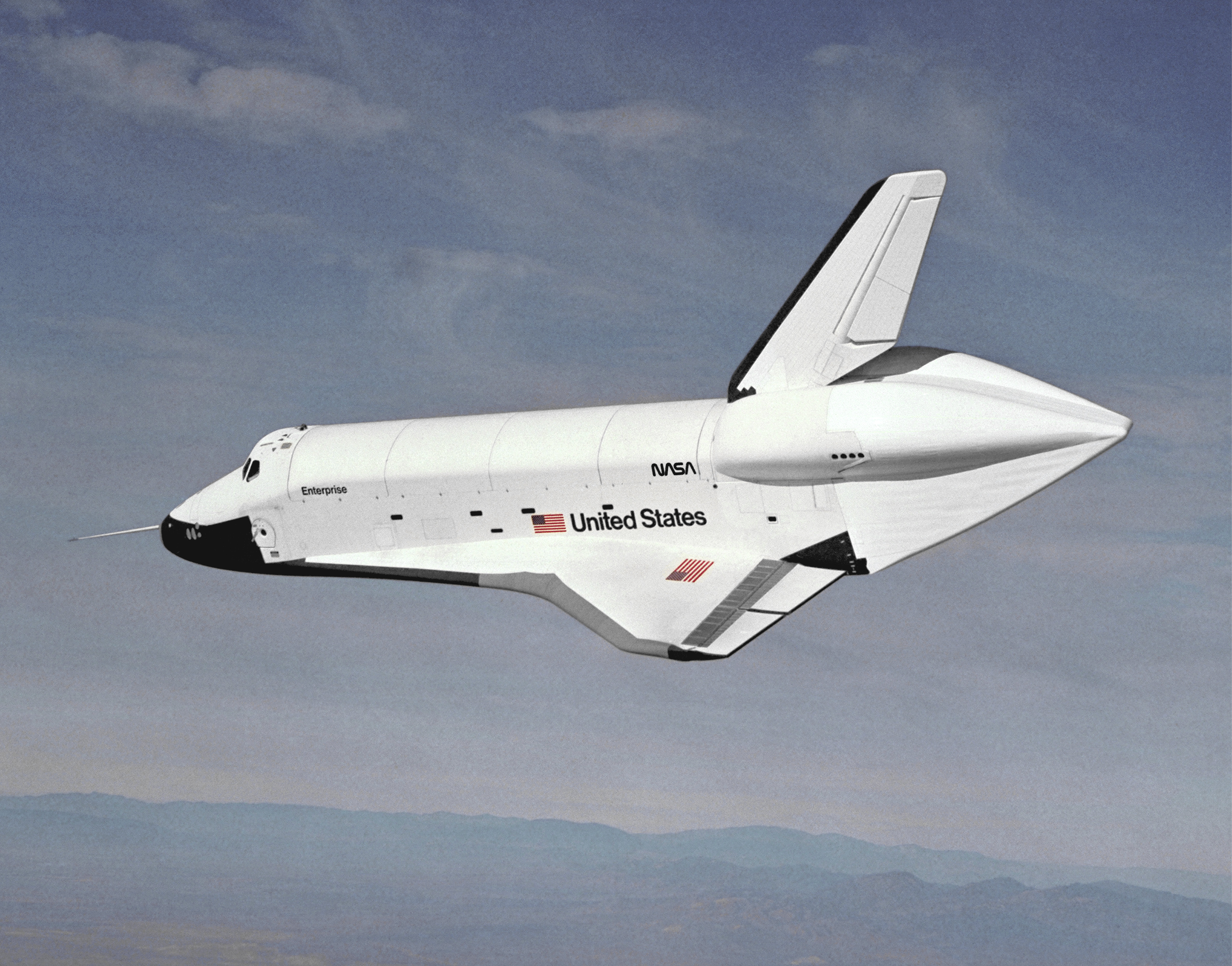
Das Space Shuttle beim zweiten freien Flug, noch mit Triebwerksverkleidung
- Die Enterprise koppelt sich im Flug vom SCA ab
- Landeanflug und Landung ohne Heckverkleidung

### Flugdaten (Übersicht)
Die nachfolgende Tabelle gibt einige Eckdaten der einzelnen Tests im Überblick wieder. Die mit „max. Höhe“ überschriebene Spalte gibt den höchsten Punkt des Fluges relativ zum Meeresspiegel an.
| Bezeichnung              | Datum         | max. Höhe           | Flugdauer gesamt | Flugdauer freier Flug | Shuttlecrew      | Heckverkleidung | Landung                 |
| ------------------------ | ------------- | ------------------- | ---------------- | --------------------- | ---------------- | --------------- | ----------------------- |
| Captive-Inert Flight 1   | 18. Feb. 1977 | 16.000 ft (4.900 m) | 2 h 05 min       | –                     | ohne             | mit             | per SCA                 |
| Captive-Inert Flight 2   | 22. Feb. 1977 | 22.000 ft (6.700 m) | 3 h 13 min       | –                     | ohne             | mit             | per SCA                 |
| Captive-Inert Flight 3   | 25. Feb. 1977 | 26.000 ft (7.900 m) | 2 h 28 min       | –                     | ohne             | mit             | per SCA                 |
| Captive-Inert Flight 4   | 28. Feb. 1977 | 28.000 ft (8.500 m) | 2 h 11 min       | –                     | ohne             | mit             | per SCA                 |
| Captive-Inert Flight 5   | 2. März 1977  | 30.100 ft (9.200 m) | 1 h 39 min       | –                     | ohne             | mit             | per SCA                 |
| Captive-Active Flight 1A | 18. Juni 1977 | 15.630 ft (4.760 m) | 0 h 56 min       | –                     | Haise, Fullerton | mit             | per SCA                 |
| Captive-Active Flight 1  | 28. Juni 1977 | 24.190 ft (7.370 m) | 1 h 02 min       | –                     | Engle, Truly     | mit             | per SCA                 |
| Captive-Active Flight 3  | 26. Juli 1977 | 30.250 ft (9.220 m) | 1 h 0 min        | –                     | Haise, Fullerton | mit             | per SCA                 |
| Free Flight 1            | 12. Aug. 1977 | 30.250 ft (9.220 m) | 0 h 54 min       | 5 min 21 s            | Haise, Fullerton | mit             | ausgetrocknetes Seebett |
| Free Flight 2            | 13. Sep. 1977 | 30.600 ft (9.330 m) | 0 h 55 min       | 5 min 28 s            | Engle, Truly     | mit             | ausgetrocknetes Seebett |
| Free Flight 3            | 23. Sep. 1977 | 29.500 ft (8.990 m) | 0 h 51 min       | 5 min 34 s            | Haise, Fullerton | mit             | ausgetrocknetes Seebett |
| Free Flight 4            | 12. Okt. 1977 | 25.200 ft (7.680 m) | 1 h 08 min       | 2 min 34 s            | Engle, Truly     | ohne            | ausgetrocknetes Seebett |
| Free Flight 5            | 26. Okt. 1977 | 22.600 ft (6.890 m) | 0 h 55 min       | 2 min 01 s            | Haise, Fullerton | ohne            | betonierte Landebahn    |

## Ergebnisse
Der letzte Flug im Rahmen des ALT-Programms zeigte ein Problem mit dem Flugkontrollsystem des Space Shuttles auf. Dadurch war es anfällig für Pilot Induced Oscillation, einer gefährlichen Wechselwirkung zwischen Steuereingaben und dem Verhalten des Shuttles. Dank weiterer Nachforschungen mit anderen Flugkörpern der NASA, insbesondere mit der Vought F-8 mit digitalem Fly-by-wire, wurde das Problem vor dem ersten Orbitalflug behoben. Darüber hinaus wurden keine wesentlichen Mängel festgestellt.
Das Flugverhalten der Enterprise übertraf die Erwartungen sogar. ALT-Pilot Fred Haise lobte die Raumfähre später:

“It handled better, in a piloting sense, than we had seen in any simulation. […] It was crisper in terms of control inputs and selecting a new attitude in any axis and being able to hold that attitude. It was just a better handling vehicle than we’d seen in the simulations.”

„Aus Sicht eines Piloten war sie besser zu handhaben, als wir das in irgendeiner Simulation erfahren hatten. […] Sie reagierte knackiger auf Steuereingaben oder Änderungen der Fluglage um irgendeine Achse und konnte neue Fluglagen besser halten. Sie war einfach besser zu steuern als alles, was wir aus den Simulationen kannten.“

## Nachfolgende Ereignisse
Nach dem ALT-Programm unterzog sich der Prototyp Enterprise einer Reihe weiterer Tests, die beispielsweise seine Widerstandsfähigkeit gegen Vibrationen verifizierten. Der Plan, ihn später zu einem weltraumfähigen Orbiter nachzurüsten, wurde letztlich aus Kostengründen verworfen, die Enterprise kam ins Museum.
Am 12. April 1981 hob das Space Shuttle Columbia zum ersten Weltraumflug eines wiederverwendbaren Raumfahrzeugs ab. Diese Mission gilt als Meilenstein in der Raumfahrtgeschichte und als Erfolg, der ohne die Approach and Landing Tests undenkbar gewesen wäre.